# Яблонка (Нідзицький повіт)
Яблонка (пол. Jabłonka, нім. Jablonken, 1938-45: Seehag) — село в Польщі, у гміні Нідзиця Нідзицького повіту Вармінсько-Мазурського воєводства.
Населення — 156 осіб (2011).
У 1975-1998 роках село належало до Ольштинського воєводства.

## Демографія
Демографічна структура станом на 31 березня 2011 року:
|          | Загалом | Допрацездатний вік | Працездатний вік | Постпрацездатний вік |
| -------- | ------- | ------------------ | ---------------- | -------------------- |
| Чоловіки | 75      | 16                 | 53               | 6                    |
| Жінки    | 81      | 16                 | 45               | 20                   |
| Разом    | 156     | 32                 | 98               | 26                   |